# Life is Strange
Life Is Strange is een episodisch interactief avonturenspel ontwikkeld door Dontnod Entertainment en uitgebracht door Square Enix. Het spel werd in januari 2015 uitgebracht voor Microsoft Windows, PlayStation 4, PlayStation 3, Xbox 360 en Xbox One en in juli 2016 werd het spel uitgebracht voor Linux en Mac OS. Eind 2017 kwam het spel ook uit voor iOS en begin 2018 voor Android. In januari 2022 kwam een remake van het spel uit, die toen ook voor Stadia beschikbaar kwam. Het spel gaat over Maxine Caulfield, een jonge studente fotografie die ontdekt dat ze naar het verleden kan reizen.

## Episoden
Het spel bestaat uit vijf episoden:
1. Chrysalis (30 januari 2015)
2. Out of Time (24 maart 2015)
3. Chaos Theory (19 mei 2015)
4. Dark Room (28 juli 2015)
5. Polarized (20 oktober 2015)

## Verhaal
Life Is Strange speelt zich af tijdens de week van 7 oktober 2013, en wordt verteld in het perspectief van Maxine Caulfield, een studente van Blackwell Academy in de fictieve stad Arcadia Bay, Oregon.
Het spel begint met een visioen van Max waarin ze een vuurtoren ziet die vernietigd wordt door een tornado. Ze wordt wakker in de klas van haar leraar, Mark Jefferson. Om weer bij zinnen te komen, gaat ze naar de badkamer. Daar ziet zij een meisje vermoord worden, door Nathan Prescott. In een poging hem te stoppen, ontdekt zij dat ze terug in de tijd kan gaan, door haar rechterhand uit te steken, waardoor ze weer in het klaslokaal zit. Nu ze weet wat er staat te gebeuren, redt ze het meisje, met gebruik van haar nieuwe krachten. Later komt ze erachter dat het geredde meisje haar vroegere vriendin was, Chloe Price. De twee herenigen zich en gaan naar dezelfde vuurtoren van haar visioen. Max krijgt daar nog een visioen, waarin ze ontdekt dat hetgeen zij voor een droom hield, binnenkort echt gaat gebeuren. Nadat haar visioen voorbij is, vertelt ze Chloe over haar krachten en over haar visioen.
De volgende dag komt Max erachter dat medestudent Kate Marsh gepest wordt vanwege een video waarin zij verschillende studenten kust op een feestje, wellicht in gedrogeerde toestand. Max gaat daarna naar het restaurant waar Chloe's moeder Joyce werkt als serveerster, om met Chloe af te spreken. Ze besluiten te experimenteren met Max' kracht op Chloe's geheime plekje, een sloperij. Maar dit zorgt ervoor dat Max een bloedneus krijgt en flauwvalt. Chloe brengt haar terug naar Blackwell Academy. Tijdens de les wordt iedereen naar het schoolplein geroepen. Kate staat op het dak, en staat op het punt om te springen. Max stopt onverwachts de tijd, en benut deze gelegenheid om bij Kate te geraken. Ze heeft nu de kans om Kate te overtuigen van het dak af te komen.
Die nacht breken Max en Chloe in in het kantoor van de directeur om informatie te zoeken over wat er op het feestje is gebeurd met Rachel – Chloe's vriendin die spoorloos is verdwenen – en Kate. Nadat ze zijn bestanden hebben doorzocht, besluiten Max en Chloe om in te breken in het zwembad om te gaan zwemmen, maar de bewaker komt om te kijken wat er gaande is. Ze vluchten naar Chloe's huis. De volgende ochtend, komen Max en Chloe Frank Bowers tegen, Rachel's vriend. Ze komen erachter dat Rachel een romantische relatie had met Frank, en daarover loog tegen Chloe. Zij voelt zich daardoor verraden. Later, in Max' kamer, zit ze te kijken naar een kinderfoto van haar en Chloe, zonder het te weten, wordt ze getransporteerd naar de dag waarop die foto is genomen. Dit was tevens de dag waarop Chloe's vader William overleed aan een auto-ongeluk, dus Max heeft nu ook de kans om hem te redden, namelijk door zijn autosleutels te verstoppen. Deze actie zorgt voor een alternatieve realiteit waarin Chloe terecht is gekomen in een ernstig ongeluk, en nu de rest van haar leven in een rolstoel moet doorbrengen.
Max komt dezelfde foto weer tegen, maar gebruikt het ditmaal om haar keuze ongedaan te maken. Max en Chloe zetten hun zoektocht voort en verzamelen hints die ze naar een verlaten schuur, eigendom van de Prescott-familie, brengt. Ze ontdekken een verborgen bunker in de schuur die foto's bevat van Kate en Rachel die vastgebonden zitten, en een foto waarin Rach begraven zit in Chloe's geheime plekje. Ze haasten zich naar de sloop en vinden Rachel daar, dood en begraven. Ze verdenken Nathan Prescott als dader. Later krijgen ze een berichtje van Nathan die zegt het bewijs te vernietigen, waardoor ze weer naar de sloperij gaan. Daar komen ze Mark Jefferson tegen, die Max een spuitje anesthesie in haar nek drukt, en Chloe schiet in haar hoofd.
Max wordt vastgehouden in Jeffersons bunker, de zogenaamde Dark Room. Hij onthult dat hij jonge meisjes drogeert en ontvoert om foto's van hen te maken. Max gebruikt haar krachten om te transporteren in een foto, waardoor ze weer helemaal teruggaat naar het begin, in Jeffersons klas, waarin ze Chloe's stiefvader en tevens schoolbewaker waarschuwt voor Jefferson. Jefferson wordt opgepakt, Chloe wordt gered en Max krijgt de gelegenheid om naar San Francisco te reizen om een van haar foto's te tonen in een kunstgalerie. Vanaf daar belt ze Chloe, en komt erachter dat de storm Arcadia Bay heeft bereikt. Max gaat weer terug naar het moment waarop ze de getoonde foto heeft gemaakt, wat haar uiteindelijk leidt door allerlei alternatieve realiteiten in een nachtmerrie. Tegen het einde arriveren Max en Chloe bij de vuurtoren. Max komt erachter dat de storm het gevolg is van al het tijdreizen. Hier moet Max wellicht de moeilijkste keuze in haar leven maken: Chloe's leven opofferen om Arcadia Bay te redden, of Arcadia Bay opofferen om Chloe te sparen.

## Prijzen
| Jaar | Prijs                             | Categorie                 | Ontvanger(s) en genomineerde(n)) | Resultaat  | Ref.  |
| ---- | --------------------------------- | ------------------------- | -------------------------------- | ---------- | ----- |
| 2015 | Develop Industry Excellence Award | New Games IP – PC/console | Life Is Strange                  | Gewonnen   | [ 2 ] |
| 2015 | Develop Industry Excellence Award | Use of Narrative          | Life Is Strange                  | Gewonnen   | [ 2 ] |
| 2015 | Golden Joystick Award             | Best Original Game        | Life Is Strange                  | 2de plaats | [ 3 ] |
| 2015 | Golden Joystick Award             | Best Storytelling         | Life Is Strange                  | 2de plaats | [ 3 ] |
| 2015 | Golden Joystick Award             | Best Audio                | Life Is Strange                  | 2de plaats | [ 3 ] |
| 2015 | Golden Joystick Award             | Best Gaming Moment        | Saving Kate                      | 3de plaats | [ 3 ] |
| 2015 | Golden Joystick Award             | Performance of the Year   | Ashly Burch als Chloe            | Gewonnen   | [ 3 ] |
| 2015 | Golden Joystick Award             | Game of the Year          | Life Is Strange                  | 3de plaats | [ 3 ] |